# Municipio de Platte (condado de Dodge)
El municipio de Platte (en inglés: Platte Township) es un municipio ubicado en el condado de Dodge en el estado estadounidense de Nebraska. En el año 2010 tenía una población de 2235 habitantes y una densidad poblacional de 23,01 personas por km².

## Geografía
El municipio de Platte se encuentra ubicado en las coordenadas 41°27′2″N 96°33′53″O / 41.45056, -96.56472. Según la Oficina del Censo de los Estados Unidos, el municipio tiene una superficie total de 97.13 km², de la cual 83,68 km² corresponden a tierra firme y (13,84 %) 13,45 km² es agua.

## Demografía
Según el censo de 2010, había 2235 personas residiendo en el municipio de Platte. La densidad de población era de 23,01 hab./km². De los 2235 habitantes, el municipio de Platte estaba compuesto por el 90,56 % blancos, el 0,4 % eran afroamericanos, el 0,27 % eran amerindios, el 0,4 % eran asiáticos, el 7,16 % eran de otras razas y el 1,21 % eran de una mezcla de razas. Del total de la población el 13,2 % eran hispanos o latinos de cualquier raza.